# 한 (중국 성씨)
한(韓 [Hán])씨는 중국의 성씨이다.
중국의 한(韓)씨는 전국시대 주나라의 제후국 진에서 계출되었다. 진에는 희(姬)성 왕실을 보좌하는 한(韓), 위(魏), 지(智)씨, 범(范), 중항(中行), 조(趙)씨가 가문이 있었다. 이들은 개별적 출신 배경으로 진나라에 들어와 혼인 관계로 얽혀 있었으나 정치적 상황에 따라 이합집산하였다. 기원전 5세기에 지백요(智伯瑤)가 실권을 장악하고 범, 중항씨을 내쫓았으며, 다시 한(韓), 위(魏), 조(趙)씨 가문은 협공하여 지백요(智伯瑤)을 제거하고, 진(晋)에서 분리되어 한(韓)나라, 위(魏)나라, 조(趙)나라가 성립하였다.
중국 한(韓)씨에는 기원전 1세기 초한전쟁(楚漢戰爭) 때 한신(韓信)이라는 인물이 있다. 그는 강소성 출신의 항량, 항우과 동향으로 본래 신분이 미천한 평민이었고 선조에 대해서는 알려진 내용이 없다. 한신은 한고조 유방을 도와 한나라의 개국 하는데 공을 세웠으나, 한고조 유방과 여태후의 왕권 강화 정책으로 주살되었다. 한신의 아들은 여태후의 암살 위협에서 벗어나기 위하여 위(韋)땅으로 도피하여 위(韋)씨로 개성하였다.

## 같이 보기
- 韓姓
- 漢姓